# Svingerji
Svingerji je televizijska serija. V njej je prikazan “večni boj” moških in žensk. Zgodba je postavljena v dve stanovanji, moško in žensko. Zgodba vsakega dela bo predstavljena s strani vsakega spola. Glavna režiserja Svingerjev sta Vojko Anzeljc in Miha Čelar iz skupine Mangart, ki sta se s tem projektom vrnila na male ekrane programov Pro Plusa. Omenjena ekipa je pred enajstimi leti pripravila tudi serijo Odklop. Svingerji govorijo o tistih življenjskih temah, o katerih se ljudje pogovarjajo vsakodnevno - o pospravljanju, kuhanju, vožnji avtomobila in vseh pomembnih in malo manj pomembnih stvareh.

## Igralci
| Igralec          | Vloga  | Čas igranja (sezone) |
| ---------------- | ------ | -------------------- |
| Ana Dolinar      | Eva    | 1                    |
| Nina Osenar      | Viki   | 1                    |
| Igor Štamulak    | Tine   | 1                    |
| Rok Kunaver      | Saš    | 1                    |
| Mojca Fatur      | Marija | 1                    |
| Edvin Derviševič | Emil   | 1                    |

## Seznam epizod
| Zap. št. | Epizoda sezone | Naslov                                   | Režija        | Scenarij                  | Premierno predvajano |
| --- | -------------- | ---------------------------------------- | ------------- | ------------------------- | -------------------- |
| 1. | 1.             | "Začetek vojne med spoloma (1.del)"      | Vojko Anzeljc | Miha Čelar, Vojko Anzeljc | 2008                 |
| Saš in Eva sta par. Eva je urednica znane ženske revije. Živita pri Mariji in njeni materi, ki poceni oddajata stanovanje. Eva Saša odpustiti iz podjetja zaradi članka, v katerem se norčuje iz žensk. Saš zato skuje zaroto, s katero ji hoče dokazati, da če se dve ženski srečata v isti obleki, da si skočita v lase . Pri sosedu Tinetu si sposodi dve enaki obleki. Najprej nagovori Evo in nato pa še Tinetovo punco Viki, da si ju obe oblečeta, ko gredo skupaj ven. Seveda si Viki in Eva skočita v lase. |                |                                          |               |                           |                      |
| 2. | 2.             | "Začetek vojne med spoloma (2.del)"      | Vojko Anzeljc | Miha Čelar, Vojko Anzeljc | 2008                 |
| Eva Saša vrže iz stanovanja, ta se preseli k sosedu Tinetu, ki je vrgel iz stanovanja Viki, ki se preseli k Evi. Selitev razveseli Marijo in njeno mamo, saj v njuni niše ni več graha. Oba para moški in ženski sklenejo zavezo. Eva in Viki v maščevanju do moških posnameta Saša golega in fotografijo objavita na svojem blogu. Saš po tem dejanju napove ženskemu spolu vojno. |                |                                          |               |                           |                      |
| 3. | 3.             | "Urejanje stanovanja po moškem principu" | Vojko Anzeljc | Miha Čelar, Vojko Anzeljc | 2008                 |
| Saš in Tine si svoje stanovanje udradita po svoje. Odstranita vse zavese, rože in podobne neumnosti in to nadomestita s praktičnimi predmeti, ki jih uporabljajo moški. Eva in Viki si pa tudi uredita stanovanje po svoje. Na začetku na vrata namestita veliko število ključavnic. Eva celo zagrozi Sašu, da bo vrgla v smeti njegovo kolekcijo pratnih pločevink in pomembnih nogometnih tekem. |                |                                          |               |                           |                      |
| 4. | 4.             | "Vzdržnost od spolnosti (1.del)"         | Vojko Anzeljc | Miha Čelar, Vojko Anzeljc | 2008                 |
| Moškima postane dolgčas po Evi in Viki. Pade stava med ženskim in moškim parom. Stavo izgubi tisti, ki do konca meseca ne bo zdržal brez seksa. Prepovedani so vsi pripomočki. Dekleti fantoma pobereta vse erotične revije in filme ter jima onemogočita dostop do interneta. Saš in Tine pa pobereta vse igračke, s katerimi bi lahko potešili svojo spolno silo. |                |                                          |               |                           |                      |
| 5. | 5.             | "Vzdržnost od spolnosti (2.del)"         | Vojko Anzeljc | Miha Čelar, Vojko Anzeljc | 2008                 |
| Moški par sta v prvi rundi vzdržnosti izgubila stavo proti dekletoma. Sej obema paroma moškim in ženskim se je vedno bolj težje zadrževati. Viki, bi se celo z Evo pomečkala. Saš pride na idejo, da dekletoma zapreta dostop do vode. Eva in Viki se odpravita teči. Ko se vrneta vse prešvicani opazita, da še vedno ni vode, zato Eva pokliče vodovodarja. Saš in Tine pravega vodovodarja nadomestita s slači fantom preoblečenim v vodovodarja. Ta Evi in Viki uprizori plesno predstavo pri kateri popustita in s tem pa Sašu in Tinetu podarita izenačenje v stavi. |                |                                          |               |                           |                      |
| 6. | 6.             | "Kdo bolje vozi (1.del)"                 | Vojko Anzeljc | Miha Čelar, Vojko Anzeljc | 2008                 |
| Viki potrebuje Tinetov avto, Tine pa tudi. Viki zmaga in dobi avto. Viki kot ženska voznica poškoduje avto. Viki se odloči, da bo za škodo poskrbela sama. Sašu je ta dogodek prebudil misli in tako je na svojem blogu objavil žaljiv posnetek, do ženskih voznic in navodilo za obnašanje v avtomobilu in prometu. |                |                                          |               |                           |                      |
| 7. | 7.             | "Kdo bolje vozi (2.del="                 | Vojko Anzeljc | Miha Čelar, Vojko Anzeljc | 2008                 |
| Eva si sposodi avto od Saša. Eva se zaleti z avtom, ko pa Saš pa izgubi živce, mu Eva razloži, da mu je hotela samo ponagajati.. Saš na svojem blogu objavi nov video ženskim voznicam. Na blogu uprizori svojo avto šolo, pri tem pa se mu res pokvari avto. Saš kot pravi moški se loti popravljanja avta kar sam, skupaj s Tinetom. Ker pa Sašu ne uspe zvali krivdo na Evo. Viki pa pri ogledu Saševega bloga ugotovi, da je krivec kriv Saš sam saj je namesto bencinskega goriva natočil dizelsko gorivo. |                |                                          |               |                           |                      |
| 8. | 8.             | "Razprodaja - nakupovanje (1. del)"      | Vojko Anzeljc | Miha Čelar, Vojko Anzeljc | 2008                 |
| Eva v svoji reviji v uvodniku pokritizira razprodaje, kjer omeni tudi Saša. Saš se odloči da se bo maščeval na praznovanju rojstnega dne Viki. Viki se pripravlja na avdicijo a nima nobene obleke. Ker obleko nujno potrebuje, se odpravi na razprodaje skupaj s Evo. Saš pa začne z novim eksperimentom: Kaj pomeni ženskam obleka in kakšen vpliv ima na njihov odnos od obleke cena? Viki na razprodajah nič ne uspe kupiti nič primernega. Zato Saš kupi dve obleki od Tinetovega prijatelja. Eno topshop drugo armani. Na oblekah zamenja etiketi in obleki podari Evi in Viki. Lažno armani obleko podari Viki, lažno topshop pa Evi. Naslednji dan gre Viki na avdicijo kjer ji povejo, da je njena obleka navaden topshop. Saš vse to posname in objavi na blogu. |                |                                          |               |                           |                      |
| 9. | 9.             | "Razprodaja - nakupovanje (2. del)"      | Vojko Anzeljc | Miha Čelar, Vojko Anzeljc | 2008                 |
| Direktor moške revije povabi Saša za urednika modne rubrike. Zaradi potegavščine, ki jo je zadnjič storil Saš dekletoma skleneta maščevanje. Ko se Saš odpravi teči se Eva in Viki prikradeta v njegovo stanovanje in mu pobereta obleke, ki jih je Eva kupila Sašu torej vse. Ko se Saš vrne iz teka in se odpravi tuširat opazi, da nima nič oblek. Zato prosi Tineta naj mu posodi obleko za sestanek z direktorjem. Saš poskuša obleke a ne ustrezajo ne po stilu, okusu niti po velikosti. Na koncu Marija posodi obleko svojega pokojnega očeta. |                |                                          |               |                           |                      |
| 10. | 10.            | "Kuhanje (1. del)"                       | Vojko Anzeljc | Miha Čelar, Vojko Anzeljc | 2008                 |
| Sašu in Tinetu Eva in VIki ne želita več kuhati zato skleneta, da bosta kuhala sama. Eva in Viki pa želita to posneti in njune poskuse objaviti na blogu. najprej posnameta prispevek o moški kuhinji. Sašu in Tinetu pa se zaplete v trgovini, saj sploh ne vesta kaj naj kupita. Zato se odločita, da bosta doma pripravila žar. Vendar pa njuno kuhanje ustavijo gasilci. |                |                                          |               |                           |                      |
| 11. | 11.            | "Kuhanje (2. del)"                       | Vojko Anzeljc | Miha Čelar, Vojko Anzeljc | 2008                 |
| 12. | 12.            | "Spravljanje in pospravljenje (1. del)"  | Vojko Anzeljc | Miha Čelar, Vojko Anzeljc | 2008                 |
| 13. | 13.            | "Spravljanje in pospravljanje (2. del)"  | Vojko Anzeljc | Miha Čelar, Vojko Anzeljc | 2008                 |
| 14. | 14.            | "Ženski slovar"                          | Vojko Anzeljc | Miha Čelar, Vojko Anzeljc | 2008                 |
| 15. | 15.            | "Moški slovar"                           | Vojko Anzeljc | Miha Čelar, Vojko Anzeljc | 2008                 |
| 16. | 16.            | "Skupna kopalnica (1. del)"              | Vojko Anzeljc | Miha Čelar, Vojko Anzeljc | 2008                 |
| 17. | 17.            | "Skupna kopalnica (2. del)"              | Vojko Anzeljc | Miha Čelar, Vojko Anzeljc | 2008                 |
| 18. | 18.            | "Čustveni nakupi žensk"                  | Vojko Anzeljc | Miha Čelar, Vojko Anzeljc | 2008                 |
| 19. | 19.            | "Čustveni nakupi moških"                 | Vojko Anzeljc | Miha Čelar, Vojko Anzeljc | 2008                 |
| 20. | 20.            | "Kako priti do seksa pri ženski"         | Vojko Anzeljc | Miha Čelar, Vojko Anzeljc | 2008                 |
| 21. | 21.            | "Kako priti do seksa pri moških"         | Vojko Anzeljc | Miha Čelar, Vojko Anzeljc | 2008                 |
| 22. | 22.            | "Samo človek"                            | Vojko Anzeljc | Miha Čelar, Vojko Anzeljc | 2008                 |
| 23. | 23.            | "Rošada (1. del)"                        | Vojko Anzeljc | Miha Čelar, Vojko Anzeljc | 2008                 |
| 24. | 24.            | "Rošada (2. del)"                        | Vojko Anzeljc | Miha Čelar, Vojko Anzeljc | 2008                 |
| 25. | 25.            | "Poroka (1. del)"                        | Vojko Anzeljc | Miha Čelar, Vojko Anzeljc | 2008                 |
| 26. | 26.            | "Poroka (2. del)"                        | Vojko Anzeljc | Miha Čelar, Vojko Anzeljc | 2008                 |
| 27. | 27.            | "Ljubezen in prevare (1. del)"           | Vojko Anzeljc | Miha Čelar, Vojko Anzeljc | 2008                 |
| 28. | 28.            | "Ljubezen in prevare (2. del)"           | Vojko Anzeljc | Miha Čelar, Vojko Anzeljc | 2008                 |
| 29. | 29.            | "Hočem jo nazaj (1. del)"                | Vojko Anzeljc | Miha Čelar, Vojko Anzeljc | 2008                 |
| 30. | 30.            | "Hočem jo nazaj (2. del)"                | Vojko Anzeljc | Miha Čelar, Vojko Anzeljc | 2008                 |